# Psoa dubia
Psoa dubia là một loài bọ cánh cứng trong họ Bostrichidae. Loài này được Rossi miêu tả khoa học năm 1792.